# Léon Bonnat
Léon Joseph Florentin Bonnat (født 20. juni 1833, død 8. september 1922) var en fransk maler.
Født i Bayonne og uddannet under Madrazo i Madrid, Spanien. Han boede i Madrid fra 1846 til 1853, hvor hans far havde en boghandel. Han arbejdede i Paris, hvor han blev kendt som en førende portrætmaler.
Han underviste, og blandt hans elever kan nævnes Theodor Philipsen, Laurits Tuxen, P.S. Krøyer, Joakim Skovgaard, Georges Braque og Henri de Toulouse-Lautrec.